# Kumite

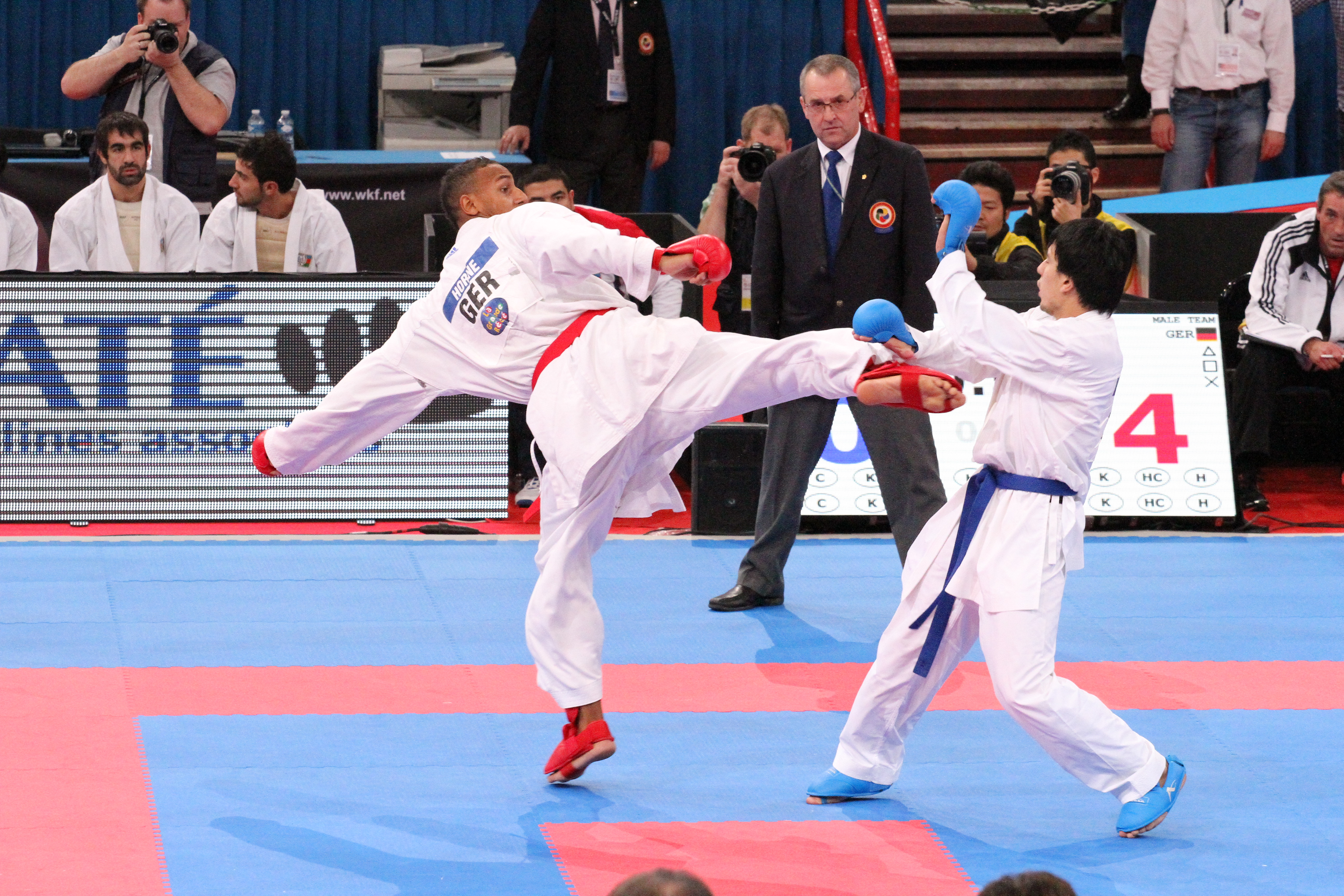
WKF-Kumite-WM-Wettkampf 2012

Kumite (japanisch 組手, deutsch etwa „Begegnung der Hände“, hier „Begegnung der Techniken“) bezeichnet eine Wettkampf- und Trainingsform in japanischen Kampfkünsten und -sportarten.
Im Wettkampf ist das Kumite der Kampf zweier Gegner ohne vorherige Absprache der Techniken. Im Training können je nach Kampfsportart unterschiedliche Stufen des Kumites existieren, in denen die Angriff- und Abwehrtechniken je nach Stufe vorgeschrieben sein können.

## Geschichte
Kumite ist im Karate eine neue Erscheinung, die sich erst im 20. Jahrhundert nach dem Vorbild der Wettkämpfe im Judo, Boxen und anderen Kampfsportarten etablierte. Das traditionelle Karate kannte kein Kumite. Der Großmeister des Karate Gichin Funakoshi hat die Versportlichung des Karate mit einer gewissen Bitterkeit gesehen, da er die grundlegenden erzieherischen Werte des Karate dadurch in Gefahr sah.
Letztlich stellte er aber auf Drängen seiner Schüler erste Kumiteformen zusammen, die die Wurzel der Kumiteformen im Shōtōkan-Karate darstellen.

## Formen
Heute wird der Karateka durch ein mehrstufiges System von Kumiteformen an den Freikampf (Jiyu-Kumite) herangeführt. Dabei ist zu beachten, dass es in den unterschiedlichen Karate-Stilrichtungen auch andere Kumiteformen gibt.

### Grundlagen (Kihon Kumites)
Die Bezeichnung Kihon weist darauf hin, dass die Techniken in ritualisierter „grundschulmäßiger“ Form vorgetragen werden.
- Begonnen wird mit dem Kihon-Gohon-Kumite: Zwei Opponenten stehen sich gegenüber. Der Angreifer wird festgelegt und dieser stößt fünf Mal vor, während der Verteidiger abwehrt und rückwärts geht. Auf die letzte Verteidigungsaktion folgt noch ein Gegenangriff. Die Angriffs- und Abwehrtechniken sind hierbei genau festgelegt. Die Technik für den Gegenangriff ist in der Regel frei wählbar.
- Das Kihon-Sanbon-Kumite entspricht dem Gohon-Kumite, es erfolgen aber nur drei (San) Angriffe und Verteidigungen.
- Im Kihon-Ippon-Kumite erfolgt dann nur noch ein Angriff, unmittelbar gefolgt von Abwehr und Gegenangriff.

### Fortgeschrittene Kumiteformen
- Jiyu-Ippon-Kumite: Es erfolgt eine Angriff-Abwehr-Gegenangriff-Sequenz in freier Form.
- Okuri-Kumite: Es erfolgt nicht nur ein, sondern mehrere Angriffe, die zunächst abgewehrt werden müssen, bevor der Gegenangriff erfolgen kann.
- Kaeshi-Kumite: Der Angreifer pariert den Gegenangriff nach einer Angriff-Abwehr-Gegenangriff-Sequenz und geht nun seinerseits zum Gegenangriff über.
- Happo-Kumite: (Von Hachi, jap., acht) Acht Angreifer stellen sich gleichmäßig verteilt um einen Verteidiger und greifen ihn (ggf. nach kurzer Ansage) an, worauf der Verteidiger mit Abwehr und Gegenangriff reagiert.
- Jiyu-Kumite: Absoluter Freikampf, bei dem weder Angriffs- noch Abwehrtechnik vorausgesagt werden. Die Übungspartner stehen sich frei gegenüber. Meist wird der Begriff „Jiyu-Kumite“ in Bezug auf einen Wettkampf im sportlichen Sinne benutzt.

## Philatelistisches
Mit dem Erstausgabetag 7. Mai 2020 gab die Deutsche Post AG in der Serie Für den Sport zur neuen olympischen Sportart Karate/Kumite ein Sonderzuschlagpostwertzeichen im Nennwert
von 155 + 55 Eurocent heraus. Der Entwurf stammt vom Grafiker Thomas Serres aus Hattingen. 